# Previsão numérica do tempo

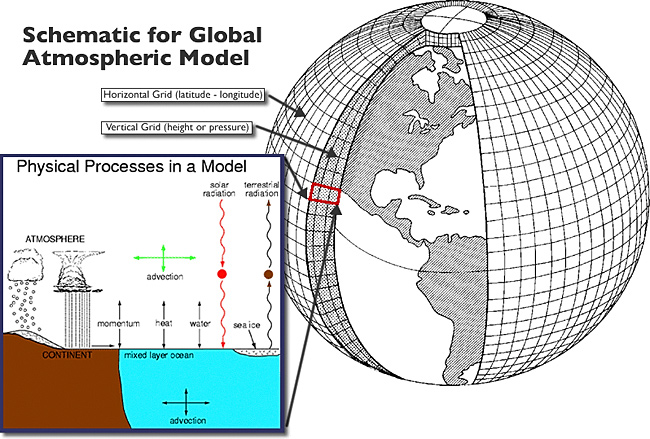
Modelos climáticos usam sistemas de equações diferenciais baseadas em leis da física, movimento de fluidos e química.

A previsão numérica do tempo usa o estado instantâneo da atmosfera como dados de entrada para modelos matemáticos da atmosfera, com o objetivo de efetuar a previsão do estado do tempo.
Apesar de os primeiros esforços para conseguir prever o tempo terem sido feitos na década de 1920, foi apenas com o advento dos computadores que foi possível realizá-lo de forma rápida e prática. Um conjunto de modelos de previsão, quer à escala global quer à escala regional, são executados para criar previsões do tempo nacionais. O uso de previsões com modelos semelhantes ("model ensembles") ajuda a definir a incerteza da previsão e estender a previsão do tempo bastante mais no futuro, o que não seria possível conseguir de outra forma.

## Descrição geral
A execução de modelos numéricos de previsão pretende responder à seguinte questão: "Dada um determinado estado (instantâneo) da atmosfera como ponto de partida, qual será o estado da atmosfera após aquele instante inicial?" Para isso, é necessário fornecer:
- As condições iniciais. Estas englobam não só observações meteorológicas obtidas a partir de uma malha irregular (estações meteorológicas no solo e mar e bem como observações no ar a partir de balões e aviões, ou até mesmo de satélites meteorológicos) como também condições de fronteira (por exemplo, a orografia) e até mesmo informação associada à climatologia duma região.
- O conjunto de equações, as quais constituem a "maquinaria" que executa a previsão e que é implementada sob a forma de programas informáticos executados numa plataforma adequada. Estas equações representam relações entre grandezas físicas relevantes; a título de exemplo, a equação do equilíbrio hidrostático descreve de forma aproximada a variação decrescente da pressão atmosférica com a altitude, e a equação do vento geostrófico descreve de forma aproximada o fluxo horizontal da atmosfera em torno de um centro de pressão a muito larga escala (escala sinótica). Dependendo do grau de sofisticação pretendido para a previsão, ou das grandezas que se pretende obter, as equações permitem prever a evolução do estado do ar em cada ponto de uma malha (tipicamente com dimensões regulares) a partir do estado actual nesse ponto e na sua vizinhança imediata. Podem ser exploradas várias técnicas matemáticas que permitam agilizar a velocidade e fiabilidade nos cálculos para a evolução entre cada instante sucessivo, levando em linha de conta as capacidades de computação disponíveis para a realização dos cálculos.

Face às condições iniciais que alimentam o modelo matemático implementado num sistema de previsão numérica, a informação de saída é o conjunto de grandezas físicas para determinados instantes. A informação de saída pode ser formatada de forma a ser compreensível e interpretável por especialistas, normalmente sob a forma gráfica de cartas meteorológicas ou diagramas que descrevem a distribuição dessas grandezas (por exemplo, tefigramas).
Dependendo do tipo de previsão pretendido, podem executar-se computações:
- Para obter uma previsão sinótica do estado do tempo, a qual fornece um "instantâneo" do estado da atmosfera numa região extensa (para uma área com tipicamente algumas centenas de quilómetros de lado).
- Para obter um ensemble (agrupamento ou conjunto) dos resultados para um determinado ponto (por exemplo, para a região próxima de uma grande cidade ou distrito) a partir de pequenas variações do estado inicial conhecido, para assim descortinar a tendência da evolução do estado do tempo — por exemplo, para compreender se a previsão poderá apontar para a ocorrência de precipitação, e em que quantidade.
- Para prever a evolução climatológica de uma região, cobrindo escalas de tempo bastante mais extensas (de décadas até milhões de anos) e sacrificando dessa forma a previsão de ocorrências episódicas (tais como precipitação em áreas limitadas). Dessa forma, esta aplicação tem objectivos distintos dos pretendidos para a meteorologia sinóptica, por exemplo.
- Para prever a evolução da distribuição de uma espécie química a partir de uma fonte localizada — como um poluente químico espalhado na atmosfera, ou a emissão de gases a partir de um vulcão por exemplo.

## História
Até o final do século XIX a previsão do tempo era totalmente subjetiva e baseado em regras empíricas.Em 1901, Cleveland Abbe, fundador da agência climática dos EUA, propôs que a atmosfera era regida pelos mesmos princípios da termodinâmica e hidrodinâmica que foram estudados no século anterior.
Em 1904, Vilhelm Bjerknes criou um procedimento de duas etapas para o modelo base de previsão do tempo. Primeiro, uma etapa de diagnóstico é usada para processar dados para gerar condições iniciais,que são avançados no tempo por uma etapa de prognóstico que resolve o problema de valor inicial. Bjerknes também identificou sete variáveis que definiu o estado da atmosfera num determinado ponto:pressão, temperatura, densidade, umidade, e os três componentes do vetor velocidade. Bjerknes salientou que as equações com base na continuidade de massa, conservação do momento, e segundo as primeiras leis da termodinâmica e a lei do gás ideal podem ser usadas para estimar numericamente o estado da atmosfera no futuro. Essas equações formam a base das equações primitivas usadas nos modelos atuais de previsão do tempo.
Em 1922, Lewis Fry Richardson publicou a primeira tentativa de previsão numérica do tempo. Usando uma variação hidrostática das equações primitivas de Bjerknes, Richardson produziu, à mão, uma previsão de 6 horas para o estado da atmosfera ao longo de dois pontos da Europa Central.  Sua previsão calculou que a mudança na pressão da superfície seria de 145 millibars, um valor irrealista que estava incorreto por duas ordens de magnitude. O grande erro foi causado por um desequilíbrio na pressão e campos de velocidade do vento utilizados como as condições iniciais em sua análise.